# Raúl Bravo
Raúl Bravo Sanfélix (Gandía, Valencia, España, 14 de abril de 1981) es un exjugador de fútbol internacional español. Jugó preferentemente como lateral izquierdo o central. Entre su palmarés destacan la Liga de Campeones de la UEFA, Supercopa de Europa y Copa Intercontinental con el Real Madrid en 2002.

## Trayectoria
Con doce años, comenzó su andadura en la U.E. Almoines de las divisiones regionales valencianas, y en 1996 dio el salto al Club de Fútbol Gandia donde, con solo quince años y 280 días, estableció el récord de jugador más joven en marcar un gol en Segunda B.
Al año siguiente ingresó en las categorías inferiores del Real Madrid Club de Fútbol. Las bajas en la defensa le permitieron debutar, junto con Francisco Pavón en el primer equipo, en un partido contra el Celta en el Santiago Bernabéu. El resto de la temporada 2001/02 alternó el primer equipo con el filial, disputando en total seis encuentros en Primera División.
La siguiente temporada, la 2002/03, Vicente del Bosque le ascendió definitivamente al primer equipo madridista. Fue entonces cuando fue cedido al Leeds United de Inglaterra. Al finalizar dicha cesión regresó al Real Madrid.
La temporada 2003/04, el técnico portugués Carlos Queiroz le reconvirtió en central, y Raúl Bravo se afianzó como titular fijo en el once madridista, disputando un total de 32 partidos ligueros y 10 de Liga de Campeones. Su buen rendimiento le llevó a ser seleccionado para disputar, a final de temporada, la Eurocopa de Portugal con la selección de fútbol de España.
En julio de 2007 fichó por el Olympiacos, abandonando el Real Madrid tras seis temporadas en el primer equipo. A pesar de pasar parte de la temporada lesionado, en su primer año en Grecia logró el doblete de liga y Copa, cuya final jugó como titular.
La temporada 2008-09 la llegada al banquillo del técnico Ernesto Valverde complicó la situación del jugador, que perdió presencia en el equipo y tuvo algunos enfrentamientos con su nuevo entrenador, que llegó a expulsarlo tras discutir en un entrenamiento.
Finalmente, el 31 de enero de 2009 abandonó el club heleno y regresó a España como cedido al Numancia de Soria de Primera División. En Soria su aportación se limitó a seis partidos y el Numancia descendió a segunda división por lo que Raúl Bravo regresó al Olympiacos.
Al comienzo de la temporada 2011-12 firma libre por una temporada por el Rayo Vallecano. En el equipo vallecano apenas entró en los planes de Sandoval, entrenador rayista, lo que unido a una serie de lesiones hizo que apenas participara en seis partidos de liga. Al final de dicha temporada el Rayo Vallecano no le renovó el contrato.
En el verano de 2012 ficha por el Beerschot AC de la primera división de Bélgica.
El 2 de agosto de 2013 ficha por el Córdoba Club de Fútbol, equipo de la Segunda División de España. El 22 de junio de 2014 participó en el encuentro que permitió el ascenso del Córdoba.
El 23 de agosto de 2014, el Córdoba Club de Fútbol y el jugador acuerdan la rescisión del contrato.
tras rescindir su contrato ficha por el PAE Veria tras una temporada en el club ficha por el Aris Salónica Fútbol Cluben enero de 2016 vuelve al PAE Veria  en calidad de cedido.El 1 de julio de 2017 anuncia su retirada.
Jugó en la U.E. Gandía, equipo de la Preferente Valenciana.
En la actualidad, en el mercado invernal, Raúl recalca en las filas del UD Beniopa, para así colgar las botas junto con su amigo Joano, actual entrenador del equipo.

## Selección nacional
Ha sido internacional absoluto 14 veces con la Selección Española, llegando a participar en la Eurocopa 2004 de Portugal.
Anteriormente había sido convocado por la selección española sub-16, con la que ganó el Torneo del Algarve de Portugal la temporada 1997/98.

## Equipos
| Club                     | País       | Año         |
| ------------------------ | ---------- | ----------- |
| C.F.Gandía               | España     | 1993-1996   |
| Unió Esportiva Olot SAD  | España     | 1996-1997   |
| Real Madrid Castilla     | España     | 1997-2002   |
| Real Madrid              | España     | 2001-2003   |
| Leeds United             | Inglaterra | 2003        |
| Real Madrid              | España     | 2003-2007   |
| Olympiacos F. C.         | Grecia     | 2007-2009   |
| C.D.Numancia de Soria    | España     | 2009        |
| Olympiacos F. C.         | Grecia     | 2009-2011   |
| Rayo Vallecano           | España     | 2011-2012   |
| Beerschot Antwerpen Club | Bélgica    | 2012-2013   |
| Córdoba Club de Fútbol   | España     | 2013-2014   |
| Veria FC                 | Grecia     | 2014- 2015  |
| Aris Salónica            | Grecia     | 2016        |
| Veria FC                 | Grecia     | 2016- 2017  |
| Aris Salónica            | Grecia     | 2017        |
| UE Gandía                | España     | 2017 - 2019 |
| UE Gandía (entrenador)   | España     | 2019        |
| UE Olot SAD              | España     | 2021-       |

## Palmarés

### Campeonatos nacionales
| Título              | Club             | País   | Año  |
| ------------------- | ---------------- | ------ | ---- |
| Liga española       | Real Madrid      | España | 2003 |
| Supercopa de España | Real Madrid      | España | 2003 |
| Liga española       | Real Madrid      | España | 2007 |
| Superliga           | Olympiacos F. C. | Grecia | 2009 |
| Copa de Grecia      | Olympiacos F. C. | Grecia | 2009 |
| Superliga           | Olympiacos F. C. | Grecia | 2011 |

### Copas internacionales
| Título                | Club        | País   | Año  |
| --------------------- | ----------- | ------ | ---- |
| Liga de Campeones     | Real Madrid | España | 2002 |
| Supercopa de Europa   | Real Madrid | España | 2002 |
| Copa Intercontinental | Real Madrid | España | 2002 |